# Santana (Palencia)
Santana es una localidad y también una pedanía del municipio de Respenda de la Peña, en la comarca de la Montaña de la provincia de Palencia, en la comunidad autónoma de Castilla y León, España.

## Demografía
Evolución de la población en el siglo XXI
| Gráfica de evolución demográfica de Santana entre 2000 y 2020      |
|                                                                    |
| Población de derecho (2000-2020) según el padrón municipal del INE |

## Patrimonio

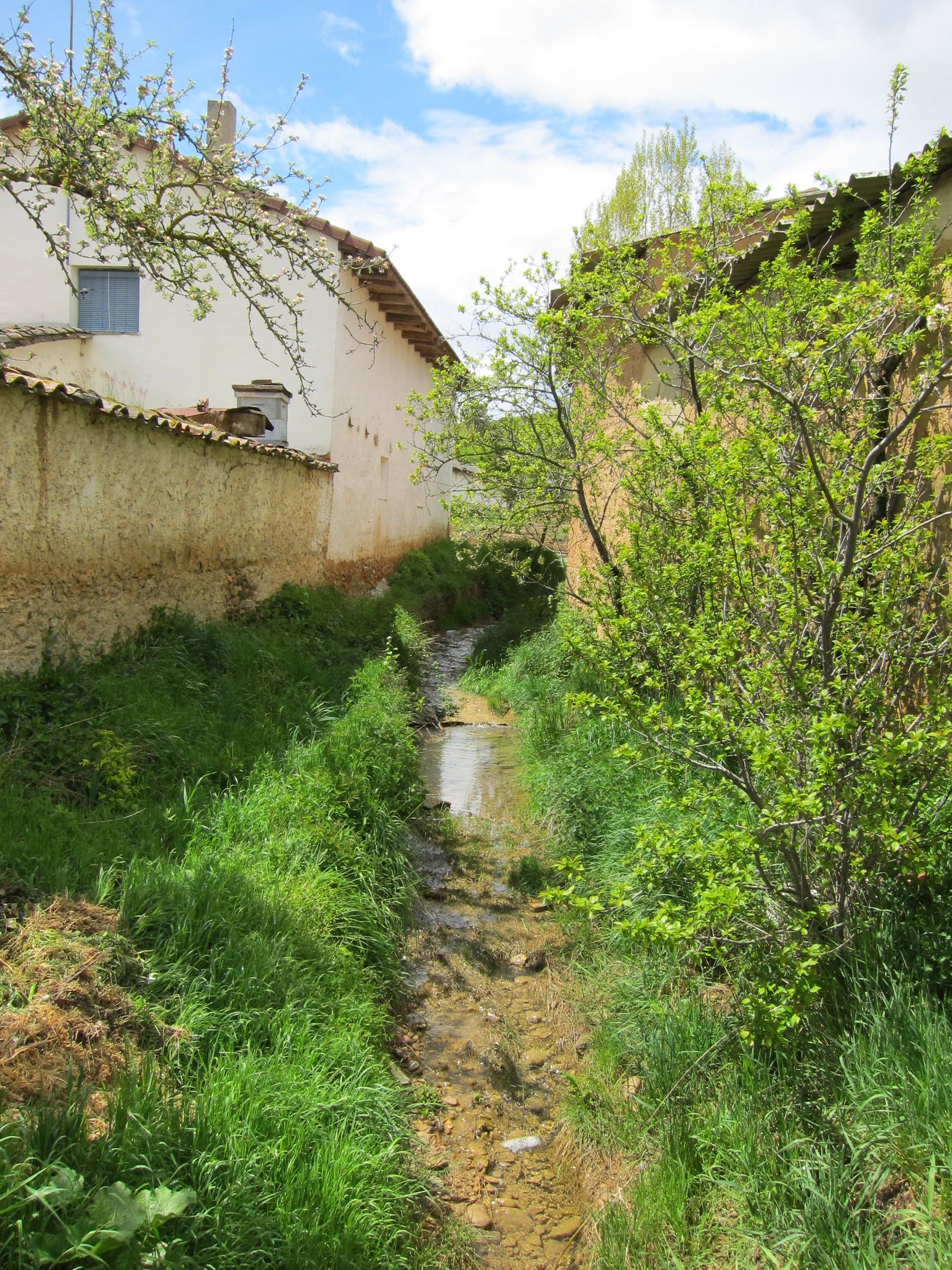
Arroyo pasando a través de la localidad de Santana.

- Iglesia de San Saturnino: Templo parroquial de estilo románico bajo la advocación de San Saturnino.[2]

## Lugares de interés
Ruta de los Pantanos, Pico Espigüete, Pico Curavacas, Pico del Fraile, Sierra del Brezo y disfrutar de la belleza de la Montaña Palentina.